# 杜霍夫希納
55°12′N 32°25′E / 55.200°N 32.417°E
杜霍夫希納（俄语：Духовщи́на）是俄羅斯斯摩棱斯克州中西部的一個城市，距斯摩棱斯克東北57公里。2002年人口4,683人。
杜霍夫希納於15世紀建立，1777年正式建市。